# Референдумы в Швейцарии (1891)
Референдумы в Швейцарии проходили 15 марта, 5 июля, 18 октября и 6 декабря 1891 года. На первом референдуме в марте федеральный закон о федеральных служащих, теряющих работу по инвалидности был отвергнут 79,4% голосов избирателей. Конституционный референдум в июле отверг поправку к Конституции. В октябре были одобрены поправка к Статье 39 Конституции и федеральный закон по швейцарским тарифам. В декабре было отклонено предложение федерального правительства о выкупе швейцарской центральной железной дороги.

## Избирательная система
Два Конституционных референдума были обязательными, для одобрения которых было необходимо двойное большинство. Остальные референдумы были факультативными и требовали для одобрения лишь большинство голосов избирателей.

## Результаты

### О федеральных служащих
| Выбор                                | Голосов | %    |
| ------------------------------------ | ------- | ---- |
| За                                   | 91 851  | 20,6 |
| Против                               | 353 977 | 79,4 |
| Пустых бюллетеней                    | 2 984   | –    |
| Недействительных бюллетеней          | 2 516   | –    |
| Всего                                | 451 328 | 100  |
| Зарегистрированных избирателей/ Явка | 657 779 | 68,6 |
| Источник: Nohlen & Stöver            |         |      |

### Конституционная поправка (июль)
| Выбор                                | Общее голосование | Общее голосование | Кантоны | Кантоны | Кантоны |
| Выбор                                | Голосов           | %                 | Полных  | Полу-   | Всего   |
| ------------------------------------ | ----------------- | ----------------- | ------- | ------- | ------- |
| За                                   | 183 029           | 60,3              | 16      | 4       | 18      |
| Против                               | 120 599           | 39,7              | 3       | 2       | 4       |
| Пустых бюллетеней                    | 15 398            | –                 | –       | –       | –       |
| Недействительных бюллетеней          | 1 330             | –                 | –       | –       | –       |
| Всего                                | 320 356           | 100               | 19      | 6       | 22      |
| Зарегистрированных избирателей/ Явка | 641 692           | 49,9              | –       | –       | –       |
| Источник: Nohlen & Stöver            |                   |                   |         |         |         |

### Конституционная поправка (октябрь)
| Выбор                                | Общее голосование | Общее голосование | Кантоны | Кантоны | Кантоны |
| Выбор                                | Голосов           | %                 | Полных  | Полу-   | Всего   |
| ------------------------------------ | ----------------- | ----------------- | ------- | ------- | ------- |
| За                                   | 231 578           | 59,3              | 12      | 4       | 14      |
| Против                               | 158 615           | 40,7              | 7       | 2       | 8       |
| Пустых бюллетеней                    | 13 400            | –                 | –       | –       | –       |
| Недействительных бюллетеней          | 1 890             | –                 | –       | –       | –       |
| Всего                                | 405 483           | 100               | 19      | 6       | 22      |
| Зарегистрированных избирателей/ Явка | 654 372           | 62,0              | –       | –       | –       |
| Источник: Nohlen & Stöver            |                   |                   |         |         |         |

### Тарифы
| Выбор                                | Голосов | %    |
| ------------------------------------ | ------- | ---- |
| За                                   | 220 004 | 58,1 |
| Против                               | 158 934 | 41,9 |
| Пустых бюллетеней                    | 22 034  | –    |
| Недействительных бюллетеней          | 1 840   | –    |
| Всего                                | 402 812 | 100  |
| Зарегистрированных избирателей/ Явка | 654 372 | 61,6 |
| Источник: Nohlen & Stöver            |         |      |

### Центральная железная дорога
| Выбор                                | Голосов | %    |
| ------------------------------------ | ------- | ---- |
| За                                   | 130 729 | 31,3 |
| Против                               | 289 406 | 68,9 |
| Пустых бюллетеней                    |         | –    |
| Недействительных бюллетеней          |         | –    |
| Всего                                | 420 135 | 100  |
| Зарегистрированных избирателей/ Явка | 653 792 |      |
| Источник: Nohlen & Stöver            |         |      |